# Dontaye Draper
Dontaye Dominic Draper (Baltimore, Maryland, 10 de agosto de 1984) é um basquetebolista estadunidense, que atua pela Seleção Croata e tem nacionalidade croata. Atualmente joga pelo Real Betis na Liga Endesa.